# تامور سیدی محمد
تامور سیدی محمد (به عربی: تامور سیدی محمد) یک شهرداری و عوارض جغرافیایی در الجزایر است که در استان مسیله واقع شده‌است. تامور سیدی محمد ۶٬۲۲۵ نفر جمعیت دارد.